# Сегодня (ежедневная газета, Латвия)
Сегодня (до 1 февраля 2017 года Вести сегодня) — ежедневная общественно-политическая русская газета Латвии. Издается с 26 июля 1999 года. Продолжает традиции комсомольско-молодёжной газеты "Советская молодёжь", основанной в 1945 году (в 1990-е гг. — «СМ-сегодня»). В 2012 году, после слияния с газетой «Час», осталась единственной ежедневной газетой на русском языке не только в Латвии, но и в Прибалтике.
Изначальный издатель — Издательский дом «Fenster», затем компания Mediasistema, ООО «Media Nams Vesti», зарегистрированное в марте 2016 года. Единственной владелицей издательского дома является Людмила Калашник — супруга бывшего депутата Госдумы России и миллионера Эдуарда Янакова.
Газета «Сегодня» входит в медиадом «Вести» вместе с деловым еженедельником «Телеграф», еженедельным женским журналом «Люблю».

## История

### Предыстория
Предшественница последней ежедневной газеты на русском языке, выходившая в Риге «Советская молодёжь» в конце 1980-х стала брендом всесоюзного значения и имела подписчиков далеко за пределами Латвии, имея беспрецедентный для республики тираж 850 тыс. экз. Однако в условиях рынка тираж резко сократился, а приватизация газеты сотрудниками, создавшими OOO «Avizes SM redakcija» («Редакция газеты СМ»), привела к конфликтам внутри коллектива. «СМ» оказалась на грани финансового краха, из которого её попытался вытащить издательский дом «Fenster», заключив с издателем договор сроком на один месяц. Однако поскольку издание было связано с большими расходами и приносило убытки, выпуск газеты был прекращен. Вместо «СМ» в 1999 году «Fenster» начал выпускать газету «Вести сегодня».

### «Вести сегодня»
Первый номер газеты «Вести сегодня» издательский дом «Fenster» выпустил 26 июля 1999 года. Редакцию сформировали из избранных журналистов и сотрудников «СМ». Газета стала самым крупным ежедневным общественно-политическим изданием в Латвии: в лучшие времена её тираж достигал 35-36 тыс. экземпляров. Впоследствии владелец ИД «Fenster» Андрей Козлов признавался, что крупную финансовую помощь изданию оказывал банк «Parex», выдавший издателю кредиты на общую сумму 400-450 тыс. латов (около 700 тыс. евро) и регулярно размещавший в издании свою рекламу. После краха «Parex» в 2008 году этот источник доходов перестал существовать, а общий экономический кризис существенно снизил рекламные доходы издательства. В 2010-м оборот, по сравнению с 2009 годом, сократился на четверть и составил 2,97 млн. латов.
Владельцу ИД «Fenster» Андрею Козлову удалось продать газету «Вести Сегодня» за очень хорошую цену (около 3 млн. латов) с условием, что газета останется рупором политического объединения «Центр согласия». В 2012 году газета через цепочку кипрских офшорных компаний сменила хозяев, а редакция переехала в здание конкурирующего издательского дома «Petits», что косвенно свидетельствовало о том, что новыми владельцами газеты стали люди из украинского Легбанка, связанные с российскими предпринимателями и политиками Молчановым и Янаковым.

### Слияние с «Часом»[2]
В 2012 году завершилась консолидация русской ежедневной прессы: последним слиянием было присоединение газеты «Час» к «Вести-сегодня», которая после этого стала полноцветным изданием объёмом 16 полос (в сравнении с 12-страничным «Часом». Объединённое издание возглавил главный редактор «Вестей сегодня» Александр Блинов. В 1997—1998 годах он был главным редактором «Часа».
«Наверное, поначалу будет непривычно: «Вести» подают свои материалы более броско и ярко, верстают дерзко, «от плеча». Но к этому можно привыкнуть. Главное, что позиция «Часа» и «Вестей сегодня» по принципиальным вопросам почти всегда оставалась одинаковой», — написал в редакторской колонке Павел Кириллов, главный редактор газеты «Час».
В рейтинге СМИ Латвии на русском языке исследовательская компания TNS самыми читаемыми (по размеру средней аудитории одного номера) по ситуации на осень 2012 года назвала «МК Латвия» (1-е место), Rīgas Santims (2) и «Телевизионная программа» (3). «Вести сегодня» занимали 7-е место, а «Час» в данный рейтинг не вошёл.

## Главные редакторы
Главными редакторами были:
- Алла Березовская (1999),
- Александр Блинов (2000—2013; ранее, с 1983 по 1996 год, был редактором «СМ»),
- Павел Кириллов (2013—2015),
- Игорь Мейден (2015).
- С декабря 2015 года главный редактор — Андрей Шведов.